# Eslöfs Tidningar
Eslöfs Tidningar, Eslöfs Tidning, Nya Eslöfs Tidning och Skåningen Eslöfs Tidning var en tidning i Eslöv. Den grundades 1878 och uppgick 1952 i Nordvästra Skånes Tidningar.

## Historik

### Fram till 1894
Det första numret av Eslöfs Tidningar, ett provnummer, kom ut 21 december 1878. Förutom Eslöv omfattade tidningen orterna Billeberga, Hör, Hörby och Vollsjö. 1884 byttes Billeberga ut mot Marieholm och Vollsjö byttes ut mot Löberöd. Tidningen utkom två gånger i veckan.
1 november 1884 bytte tidningen namn till Eslöfs Tidning, med tillägget Nyhets och annonsblad för Mellersta Skåne. Orterna Marieholm, Hör, Hörby, Löberöd, Kjeflinge o Röstånga. Tidningen trycktes i Lund.
Då boktryckare A.W. Wilner försattes i konkurs 5 februari 1894, kunde tidningen inte längre tryckas. Wilners konkursförvaltningen gav under en tid ut en fortsättning på tidningen under namnet Nya Eslöfs Tidning. 17 april meddelades i ett extra blad att tidningen skulle upphöra på grund av strejk.
Mårten Rahm, folkskollärare i Lund och Östra Strö, var 1878-1884 ansvarig utgivare för Eslöfs Tidningar, 1884-1994 för Eslöfs Tidning och 1894 för Skåningen Eslöfs Tidning.

### Senare år
Två dagar efter det att Nya Eslöfs Tidning upphört, 19 april 1894, bytte tidningen namn till Skåningen Eslöfs Tidning och trycktes därefter på annat tryckeri. Från 1897 utkom den dagligen. Det fanns en köpingsupplaga och en bygdeupplaga. Tidningen upphörde 1952, då den gick upp i Nordvästra Skånes Tidningar.

## Övrig kronologi

### Utgivningsbevis för tidningen
- 19 december 1878 - Boktryckare Georg Alfred Nilsson
- 10 oktober 1884 - Elias Malmström
- 11 oktober 1889 - redaktör Mårten Rahm
- 21 april 1894 - Lars Rydner

### Tryckeri
- 4 januari 1879-31 oktober 1884 hos C.A. Andersson & Co i Malmö.
- 1 november 1884-12 oktober 1889 hos Malmström & k:ni
- 15 oktober 1889-1 maj 1890 hos E. Malmström
- 3 maj 1890-17 oktober 1891 hos M. Rahms boktryckeri
- 20 och 22 oktober 1891 hos Chr. Bülow
- 24 oktober 1891-14 april 1894 hos M. Rahms boktryckeri A.W. Wilner